# Kinderki
Kinderki – singel polskiego influencera Mortalcia, który został wydany pod pseudonimem Mortal. Singel został wydany 13 lipca 2023.
Nagranie otrzymało w Polsce status potrójnie platynowej płyty 25 września 2024.
Singel zdobył ponad 17 milionów wyświetleń w serwisie YouTube (na styczień 2024) oraz ponad 14,7 miliona odsłuchań w serwisie Spotify (na styczeń 2024).

## Nagrywanie
Utwór został wyprodukowany przez Jonatana Chmielewskiego. Za mix/mastering utworu odpowiada również Jonatan Chmielewski. Tekst do utworu został napisany przez Patryka Barana, pseudonim Mortal albo Mortalcio.

## Twórcy
- Patryk „Mortalcio” Baran – słowa, tekst[4][2][3]
- Jonatan Chmielewski – produkcja, kompozycja, mix/mastering[4][2][3]

## Certyfikaty
| Kraj          | Certyfikat        |
| ------------- | ----------------- |
| Polska (ZPAV) | 3×platynowa płyta |
| Polska (ZPAV) | 2×platynowa płyta |
| Polska (ZPAV) | platynowa płyta   |